# Dysauxes bipunctata
Dysauxes bipunctata är en fjärilsart som beskrevs av Bmesch. 1914. Dysauxes bipunctata ingår i släktet Dysauxes och familjen björnspinnare. Inga underarter finns listade i Catalogue of Life.